# Donald Gene Saari
Donald Gene Saari, né en 1940 à Houghton (Michigan, États-Unis), est professeur de mathématiques et d'économie et directeur de l'Institut de mathématique à l'université de Californie à Irvine. 

## En mathématiques
Il a obtenu son baccalauréat en sciences et en mathématiques en 1962 à la Michigan Technological University, une maîtrise de sciences et un doctorat en mathématiques à l'université Purdue, respectivement en 1964 et 1967. De 1968 à 2000, il a travaillé comme assistant, associé, et professeur de mathématiques à l'université Northwestern. Il a une chaire du Pacifique Institut pour les sciences mathématiques à l'université de Victoria en Colombie-Britannique, au Canada. En 2001, il a été élu à l'Académie nationale des sciences des États-Unis, et en 2004 il a été nommé Fellow de l'Académie américaine des arts et des sciences.
Saari a été largement cité comme un expert en méthodes de vote et de loterie. Ses domaines de recherche incluent l'application des mathématiques aux sciences sociales. 
D. G. Saari a aussi travaillé sur la mécanique céleste, entre autres avec Harry Pollard. Il a travaillé notamment en 1990 sur le problème à N corps. En 1999, une conférence sur la mécanique céleste a eu lieu au Nord-Ouest en l'honneur de son 60e anniversaire. 

## Dans les médias
Saari est également connu pour avoir été, un temps, proche de Theodore Kaczynski en 1978, avant les attentats à la bombe qui ont conduit à l'arrestation de ce dernier en 1996.

## Œuvres
- Collisions, Rings, and Other Newtonian N-Body Problems, AMS, Providence RI, 2005.
- The Way it Was: Mathematics From the Early Years of the Bulletin, AMS, 2003.
- Chaotic Elections! A Mathematician Looks at Voting, AMS, Providence, RI, 2001.
- Decisions and Elections; Explaining the Unexpected, Cambridge University Press, 2001.
- Hamiltonian Dynamics and Celestial Mechanics (avec Zhihong Xia), Contemporary Mathematics, vol. 198, AMS, Providence, 1996.
- Basic Geometry of Voting, Springer-Verlag, 1995.